# En dag i Europa
|  | Denne artikel er oprettet af botten PalnaBot ud fra en ekstern database. Den kan derfor have sproglige fejl eller mangler. Denne skabelon kan fjernes efter kontrol af indholdet. |

En dag i Europa er en dokumentarfilm instrueret af Carsten Buchwald Larsen efter manuskript af Cosmin Ciroiu, Peter Andersen, Thorben Bayer.

## Handling
Med en observerende, poetisk tilgang skildres en dag hos fem forskellige europæere - bosiddende i fem europæiske lande. Der krydsklippes mellem den italienske familiefar, den katoske singlepige, den ambitiøse EU-arbejder, den excentriske rigmand og romaen, som lever i en teltlejr.